# Dole Food Company

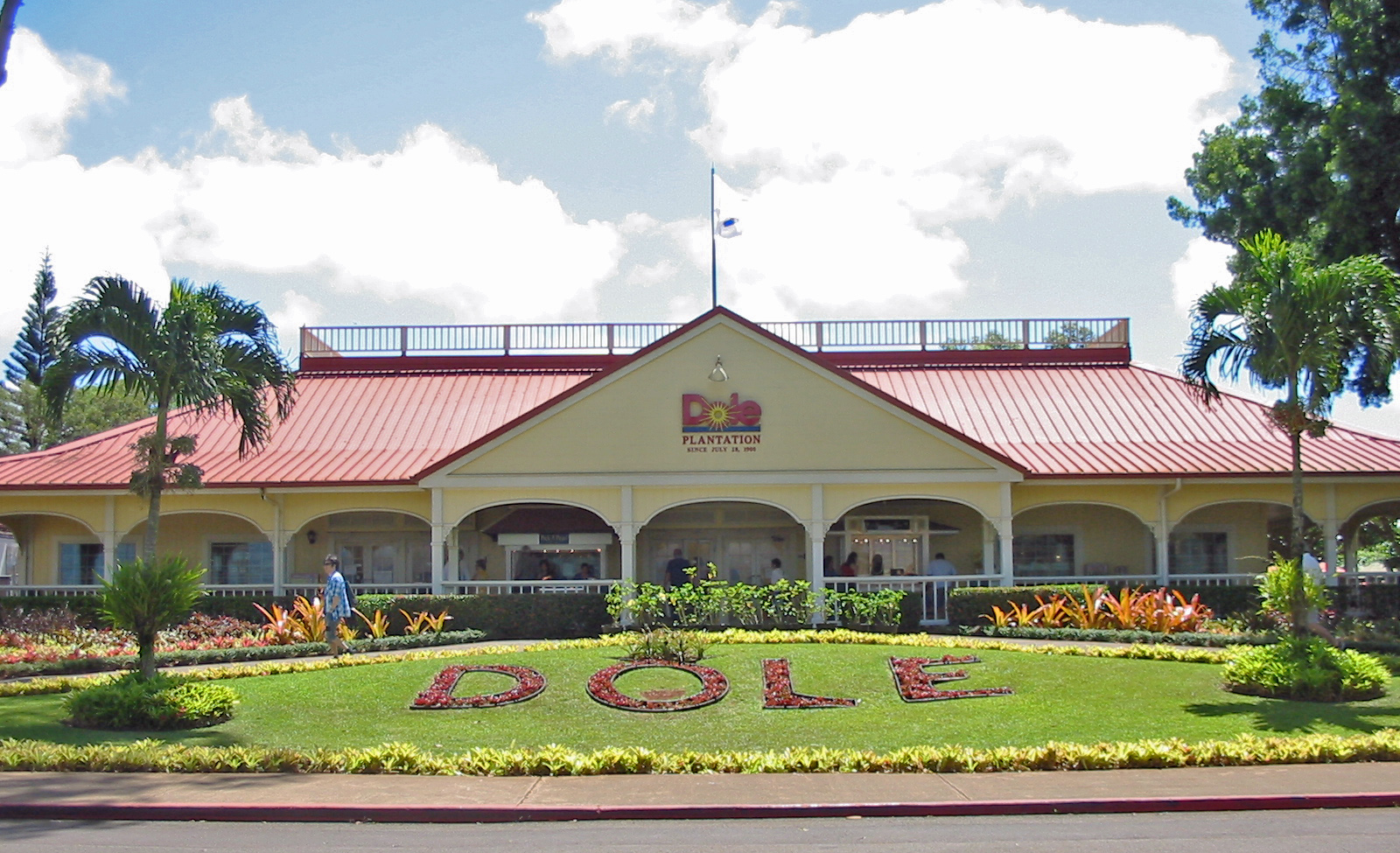
Plantage på Hawaii

Dole Food Company är ett USA-baserat multinationellt företag med huvudkontor i Westlake Village, Kalifornien. Företaget är den ledande producenten och förpackare av bland annat bananer, ananas och druvor och har 74 300 anställda. Ägaren av företaget är David H. Murdock (96). Nuvarande vd och styrelseordförande är Johan Linden.

## Historia
Dole går tillbaka till företaget Castle & Cooke som grundades 1851 på Hawaii. Företaget blev snabbt ett av de största på Hawaii och investerade i varv, järnväg, sockerproduktion och livsmedel. Den andra delen av dagens Dole grundades av James Dole 1901 under namnet Hawaiian Pineapple Company. Castle & Cooke blev 1932 delägare och köpte hela Hawaiian Pineapple Company på 1960-talet. Nuvarande namn sedan 1991. 

## Kritik
Dole Food Company är ett av de stora fruktföretag som kritiserats för att exploatera arbetare i utvecklingsländer.
2009 blev företaget känt när man motarbetade filmen Bananas!*, gjord av den svenske dokumentärfilmaren Fredrik Gertten. Filmen handlar om advokaten Juan Dominguez kamp mot Dole. På uppdrag av arbetare på en bananplantage i Nicaragua strider Dominguez mot Dole, som anklagas för att ha använt ett förbjudet bekämpningsmedel, DBCP, och därigenom orsakat sterilitet hos arbetarna. Dole har lyckats hindra filmen från av delta i filmtävlan i Los Angeles filmfestival. Dole har dessutom stämt Fredrik Gertten. Dole valde senare att dra tillbaka sin stämningsansökan mot Gerten och därmed kan filmen visas i bland annat USA och Kanada. Företaget har också kritiserats för att förstöra regnskog. I Sri Lanka har man ett projekt för att plantera bananer i en nationalpark. Detta leder till enorm förstörelse av regnskog samt att många arter drabbas. En led för elefanter kommer bland annat att drabbas.